# Når livet går sin vej
|  | Denne artikel er oprettet af botten PalnaBot ud fra en ekstern database. Den kan derfor have sproglige fejl eller mangler. Denne skabelon kan fjernes efter kontrol af indholdet. |

Når livet går sin vej er en børnefilm fra 1996 instrueret af Karsten Kiilerich efter manuskript af Stefan Fjeldmark.

## Handling
Børn har mange forestillinger om, hvad døden er. Nogle børn har selv oplevet at miste nogen, som stod dem nær: en lillebror, en bedstefar, en hund. I denne tegnefilm fortæller børn om deres oplevelser med døden, og de enkle tegninger er inspireret af børns egne tegninger. Det er en film med forsigtig humor og mange nuancer, og det anbefales at børn ser den sammen med voksne.